# 相模原市立鶴の台小学校
相模原市立鶴の台小学校（さがみはらしりつ つるのだいしょうがっこう）は、神奈川県相模原市南区旭町にある公立小学校である。

## 沿革
- 1972年（昭和47年）4月1日 - 開校。
- 1974年（昭和49年）3月15日 - 校歌制定。
- 1979年（昭和54年）3月31日 - 新校舎普通4教室、特別2教室増築竣工。
- 1981年（昭和56年）6月1日 - 創立10周年記念式典挙行、日時計・タイムカプセル設置。
- 1982年（昭和57年） - 校庭拡張、南西角に当年度卒業記念築山設置。
- 1983年（昭和58年）8月31日 - 北校舎土留め工事、校庭南側排水溝工事完了。
- 1987年（昭和62年）10月31日 - 中庭通路舗装。
- 1991年（平成3年）6月1日 - 創立20周年記念式典。
- 1992年（平成4年）
  - 3月10日 - 飼育舎移転、校庭流域貯留浸透工事完了。
  - 9月1日 - 楽焼き小屋完成。
- 1994年（平成6年）
  - 11月6日 - 校庭南西側に三角地点設置（国土地理院）。
  - 11月13日 - 校庭側窓ガラス強化ガラスに取り替え完了。
- 1996年（平成8年）8月31日 - 普通教室にFFストーブ設置。
- 2001年（平成13年）10月20日 - 創立30周年記念式典挙行。
- 2004年（平成16年）3月17日 - 北棟中央トイレ改修工事完了。
- 2005年（平成17年）
  - 2月28日 - プール循環濾過設備改修工事完了。
  - 3月23日 - 新給食室工事完了（北校舎1階旧給食室は未解体）。
  - 4月11日 - 自校給食再開。
- 2006年（平成18年）
  - 5月27日 - 普通教室扇風機設置。
  - 8月30日 - 校庭整備工事完了。
  - 12月18日 - 北棟西トイレ改修工事完了。
- 2007年（平成19年）10月30日 - 体育館改修工事完了。
- 2010年（平成22年）
  - 3月31日 - 家庭科室改修工事完了。
  - 8月31日 - 南棟水道管改修工事完了。
  - 9月24日 - A棟トイレ改修工事完了。
- 2012年（平成24年）10月 - インターホン設置。
- 2014年（平成26年）12月18日 - 防音サッシ取り付け工事完了。
- 2015年（平成27年）8月17日 - パソコン教室・図書室・支援級PC機器更新。
- 2021年（令和3年）11月12日 - グリーンホールにて、創立50周年記念行事開催。

## 通学区域
- 相模原市南区[1]
  - 旭町（全域）
  - 相模大野6丁目（1番～18番・20番～23番）
  - 東林間1丁目（全域）
  - 東林間2丁目（全域）
  - 南台2丁目（全域）
  - 南台3丁目（1番～12番）

## 進学中学校
- 相模原市南区[2][注 1]
  - 相模原市立新町中学校

## 学校周辺
- 南台2丁目市民緑地 - 敷地が隣接。
- グリーンコーポ相模大野 - 相模原市道をはさんで、敷地が隣接。
- 相模原市東林ふれあいセンター
- 林間公園
  - 林間公園以外の公園も点在。
- 小田急電鉄
  - 小田原線
  - 大野総合車両所（旧大野工場）
- 義澤ゴルフ練習場

## 交通アクセス
- 神奈川中央交通「小06」系統で、「豊町」バス停より、
  - 小田急相模原駅行のりばから、徒歩約660m・約6分。
  - 相模大野駅行のりばから、徒歩約455m・約7分。
- 小田急電鉄小田原線・江ノ島線相模大野駅（北口）から、
  - 上述の神奈中バス「小06」系統で5分、「豊町」バス停下車後、徒歩。
  - 徒歩で、約1.55km・約24分。
- 小田急電鉄小田原線小田急相模原駅から、
  - 上述の神奈中バス「小06」系統で4分、「豊町」バス停下車後、徒歩。
  - 徒歩で、約1.2km・約18分。